# 권이저수지
권이저수지는 경상북도 경주시 문무대왕면 권이리에 위치하고 있는 저수지이며 대종천의 지류인 용동천의 발원지이다.속칭 권이지(權伊池) 또는 권이못이라고 한다. 농업용수 공급과 홍수 조절을 위하여 1960년 1월 1일 착공하여 1964년 12월 30일 준공하였다. 유역면적 640㏊, 수혜면적 89.5㏊, 유효저수량 55만t이다. 제방은 필댐(fill dam) 형식이며 높이 18.9m, 길이 150m이다. 저수지에서 흘러내린 물이 용동천(龍洞川)을 이루며 남쪽으로 흐르다가 와읍리에 이르러 대종천(大鍾川)으로 유입된다. 서쪽에 국도 제14호선 남북으로 지나가며 국도 주변에 기림사(祇林寺), 골굴암, 골굴암마애여래좌상(骨窟庵磨崖如來坐像:보물 제581호) 등의 유적이 있다.

## 같이 보기
- 권이리